# Yamashita Tarō

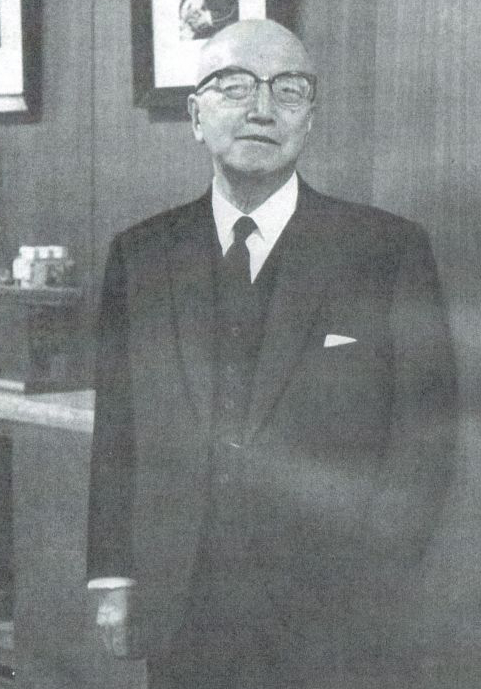
Yamashita Tarō

Yamashita Tarō (japanisch 山下 太郎; geboren 24. April 1889 in Ōmori, einem Dorf in der Präfektur Akita; gestorben 9. Juni 1967) war ein japanischer Unternehmer.

## Leben und Wirken
Yamashita Tarō machte seinen Studienabschluss am „Sapporo Agriculural Collage“ (札幌農學校, Sapporo nōgakkō), der Vorläufereinrichtung der Universität Hokkaidō. Danach ging er in die Mandschurei, wo er verschiedene Geschäfte betrieb. Er erhielt einen Großauftrag für den Bau von Unterkünften für die Südmandschurische Eisenbahn und brachte damit ein Vermögen zusammen. Er war führend an Unternehmen beteiligt, wie „Korean Chemical“ oder „Tōhoku Mining“. 
Mit Unterstützung von Ishizaka Taizō, Kobayashi Ataru und anderen führenden Geschäftsleuten gründete Yamashita 1956 das Unternehmen „Japan Oil Im- und Export“ (日本輸出入石油, Nihon yūshutsunyū sekiyu), das später zur „Arabian Oil Company“ (アラビア石油, Arabia sekiyu) wurde. Dieses Unternehmen erschloss Ölreserven am Persischen Golf.
Auf Grund seiner geschäftlichen Erfolge wurde Yamashita u. a. „Manshu Tarō“ bzw. „Arabien Tarō“ genannt.